# Одрехівський Микола Васильович
Одрехівський Микола Васильович (нар. 27 квітня 1953, Гутисько) — український економіст.

## Біографія
Народився в с. Гутисько Бережанського району на Тернопільщині 27 квітня 1953 року. У 1968—1972 рр. навчався у Львівському електротехнікумі зв'язку. 1976—1981 рр. — Львівський політехнічний інститут, факультет автоматики, спеціальність «Автоматизовані системи управління». 1985—1988 рр. — аспірантура Інституту кібернетики ім. В. М. Глушкова НАН України, кандидат технічних наук (1989).
В 1994—1997 рр. — докторантура Центру досліджень науково-технічного потенціалу та історії науки ім. Г. М. Доброва НАН України, доктор економічних наук (2010), професор (2012).
Працює у Дрогобицькому державному педагогічному університеті імені Івана Франка з 1981 р., завідує спільною кафедрою економічної кібернетики та інноватики МОНмолодьспорту України та НАН України з 2000 р. Автор понад 150 наукових праць, серед яких 6 монографій.

### Розробив та впровадив
- Першу інноваційну структуру в Україні — ЗАТ «Трускавецький валеологічний інноваційний центр» (1997 р.). Це забезпечило інтенсивний розвиток Трускавця.
- Першу в Україні кафедру інноватики (з 2008 р. кафедра економічної кібернетики та інноватики). Це дало можливість забезпечувати регіон фахівцями усіх освітньо-кваліфікаційних рівнів з менеджменту інноваційної діяльності та економічної кібернетики, сучасних управлінців та економістів-аналітиків.
- Спеціальну економічну зону туристсько-рекреаційного типу «Курортополіс Трускавець» (1998 р.). Це дозволило залучити у Трускавець понад 300 млн дол. та створити понад 500 додаткових робочих місць.
- Регіональну агломерацію «Дрогобиччина» — добровільне економічне об'єднання Борислава, Дрогобича, Стебника, Трускавця та Дрогобицького району (2003 р.). Це дозволяє збалансовувати розвиток економіки краю, шляхом побудови та втілення єдиної стратегії розвитку на основі інноваційних (новітніх) технологій, реалізація яких вимагає регіонального представництва на всіх рівнях владної вертикалі.

### Наукові праці
- Основні напрямки використання електронно-обчислювальної техніки в санаторно-курортних умовах. // Проблеми і перспективи подальшого розвитку санаторно-курортної справи. — Трускавець, 1991 р.- С.56-57
- Інтелектуальна технологія управління станами навчального процесу // Психолого-педагогічні проблеми гуманізації педагогічної взаємодії. Матеріали науково-практичної конференції. — Київ, 1993.- С.34-35.
- Організація системи управління та інформатизації курортополісів. // Проблеми комплексного використання і охорони мінеральних вод типу «Нафтуся», рекреаційних ресурсів та перспективи розвитку сатанівської курортної зони. Матеріали міжнародної науково-практичної конференції 26-29 вересня 1994. — Сатанів, 1994. — С.38-40.
- Концепція стресу як основа методології діагностики здоров'я людини. // Нові підходи до організації і проведення лікування, реабілітації та рекреації в умовах курорту. Матеріали міжнародної науково-практичної конференції. — Трускавець, 1995. — С.147-150
- Курортополіс Трускавець: передумови та доцільність створення. // Український світ (Ukrainische welt, Ukrainian world), — Київ, 1996. — № 1-3. — С. 53
- Валеологічні інноваційні центри: економічні проблеми створення і функціонування. — Львів: Світ, 1997.- 144 с.
- Проблеми організації та інтеграції валеологічних інноваційних центрів до ринкової економіки. // Експрес-Новини: Наука. Техніка, вир-во, 1997. — № 23-24. — С.13-15.
- Інноваційна модель розвитку агломерації «Дрогобич — Борислав — Стебник — Трускавець — Східниця». // Регіональна економіка, 2002. — № 4. — С.128-134.
- Проблеми і перспективи розвитку регіональної агломерації «Дрогобичинна» // Молодь і ринок, 2003. — № 3 (5). — С.96-99.
- Інноваційна пропозиція: Розроблення та реалізація інноваційної моделі розвитку «Регіональної агломерації Дрогобиччина» // International Forum «Science, Innovation & Regional development» // Forum materials. — Lviv, Ukraine, May, 23-25, 2005. — С. 230—232.
- Карпатська валеологічна інноваційна система // Пограниччя. Польща-Україна. Науковий щорічник. — Дрогобич-Люблін, Дрогобицький державний педагогічний університет імені Івана Франка — Люблінський університет Марії Кюрі-Склодовської, 2007. — № 2. — С. 411—421.